# لاوتتاساری

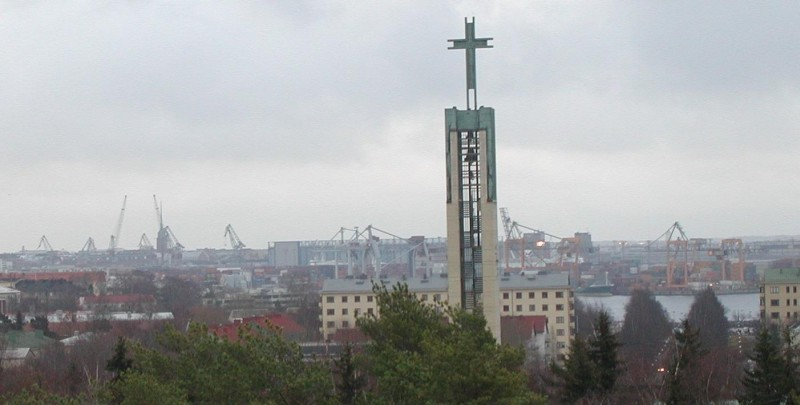
کلیسای لاوتْتاساری

لاوتْتاساری (فنلاندی: [ˈlɑu̯t:ɑˌsɑ:ri] سوئدی: Drumsö) جزیره‌ای در هلسینکی، فنلاند، با حدود ۳ کیلومتر (۱٫۹ مایل) مساحت و ۲۳۲۲۶ نفر جمعیت است. لاوتتاساری به همراه برخی جزایر کوچک خالی از سکنه اطراف، یکی از ناحیه‌های هلسینکی است.

## جغرافیا
لاوتتاساری در درجه اول یک منطقه مسکونی است اما شامل خدماتی از جمله چندین اسکله تفریحی و قایق‌رانی است. اگرچه لاوتتاساری نزدیک به مرکز شهر است، اما به‌طور کامل ساخته نشده‌است. قابل توجه است که تقریباً کل خط ساحلی با مسیرهای پیاده‌روی، سواحل، زمین‌های بازی، بخش‌هایی از جنگل در استفاده عمومی باقی مانده‌است.
امروزه این جزیره با پل‌ها، مسیرهای عبور و مرور و متروی هلسینکی که دارای دو ایستگاه در منطقه است به بقیه هلسینکی و به شهر اسپو متصل می‌شود.

## تاریخ
در سال ۱۹۱۹ لاوتتاساری و مونکنیمی از وانتا جدا شدند تا شهرداری هووپالاهتی را تشکیل دهند. . در نهایت در ۱ ژانویه ۱۹۴۶ این شهرداری به شهر هلسینکی ضمیمه شد.
از ساکنان لاوتتاساری، ۷۹٫۰ درصد فنلاندی زبان، ۱۳٫۶ درصد سوئدی زبان و ۷٫۴ درصد به زبان دیگری صحبت می‌کنند. ۷۰٫۶٪ از جمعیت بالای ۲۵ سال دارای مدرک تحصیلات عالی هستند.
جمعیت لاوتتاساری در پایان دهه ۲۰۲۰، ۲۴۷۹۷ نفر برآورد شده‌است.